# Zottiges Weidenröschen
Das Zottige Weidenröschen (Epilobium hirsutum) ist eine  Pflanzenart aus der Gattung Weidenröschen (Epilobium) innerhalb der Familie der Nachtkerzengewächse (Onagraceae).

## Beschreibung

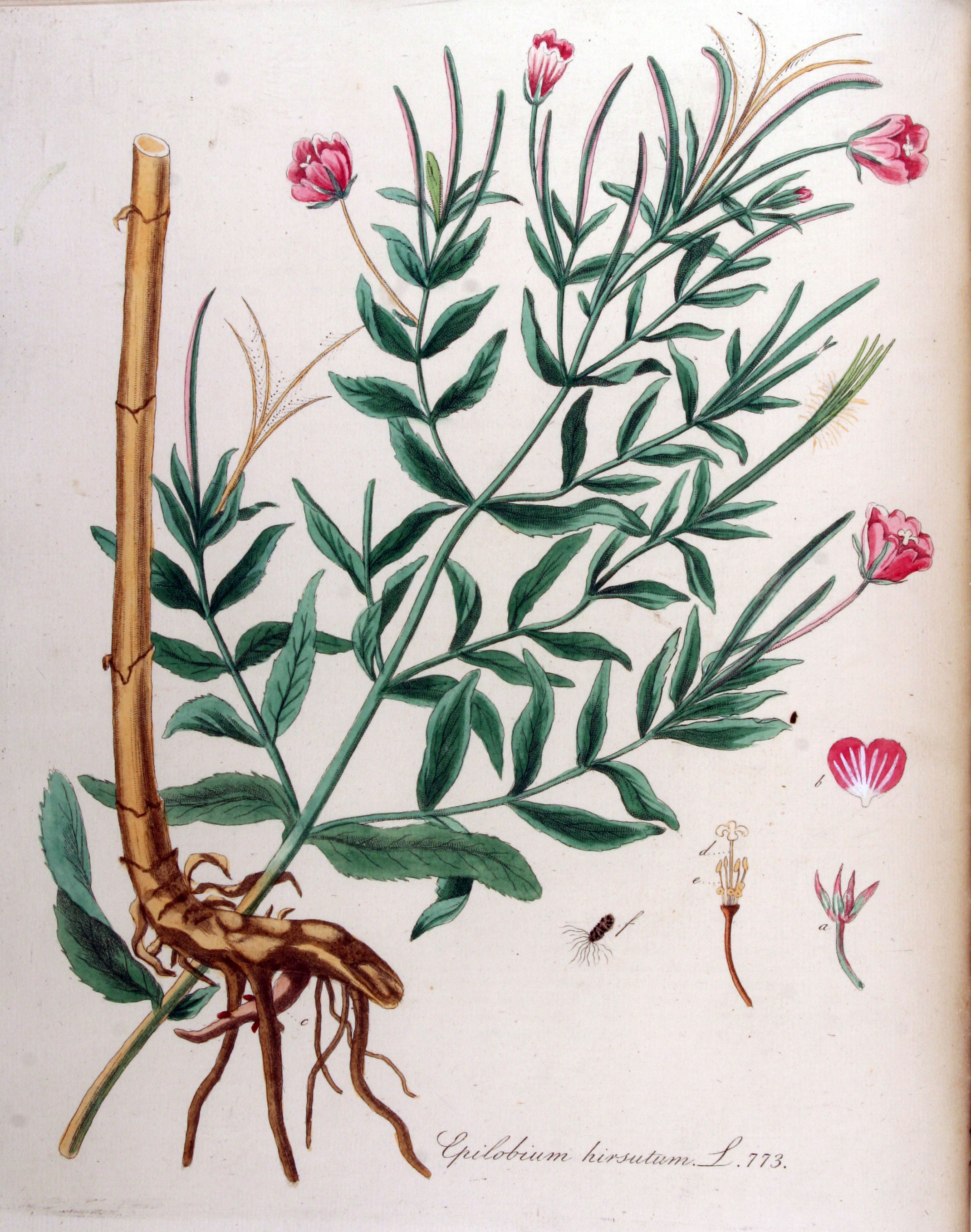
Illustration aus Flora Batava, Band 10

### Vegetative Merkmale
Das Zottige Weidenröschen, auch Rauhaariges Weidenröschen genannt, wächst als ausdauernde krautige Pflanze und erreicht Wuchshöhen von meist 50 bis 180 (selten bis zu 250) Zentimetern. Als Überdauerungsorgan wird ein weit kriechendes, dickes Rhizom gebildet, das meist schon zur Blütezeit fleischige Sprossachsen treibt, die mit Niederblättern besetzt sind. Der aufrechte, reich verzweigte Stängel ist durch lange abstehende Haare und oben mit kurzen Drüsenhaare dicht und weich bis filzig behaart und fühlt sich beim Anfassen kühl an. Die Ausbildung der Behaarung ist standortabhängig. Aus den Achselknospen der unteren Stängelteile entwickeln sich bald fleischige Ausläufer von bis zu 30 Zentimeter Länge.
Die unteren Laubblätter sind fast kreuzgegenständig, die restlichen wechselständig angeordnet. Die Laubblätter sind sitzend und halb stängelumfassend oder mit der Basis am Stängel leicht herablaufend. Die fast kahlen bis drüsig zottig oder filzig behaarten Blattspreiten sind bei einer Länge von 6 bis 12 (selten bis zu 23) Zentimetern und einer Breite von meist 1 bis 4 (0,3 bis 5) Zentimetern elliptisch bis schmal-lanzettlich. Die Blattränder besitzen starke, meist nach vorn gebogene Zähnchen.
Die Trichome der Pflanze sind aus einer einzigen Zelle ohne Basalzelle aufgebaut. Die Zellwand ist cutinisiert und besitzt eine aufsitzende Pore an der Spitze. Der obere Teil der Trichomzelle enthält Flavonoide wie beispielsweise Quercitrin und Myricitrin.

### Generative Merkmale
Die Blütezeit liegt zwischen Juli und September. Die zwittrigen Blüten sind radiärsymmetrisch und besitzen eine Länge von bis zu 2 Zentimetern und einen Durchmesser von bis zu 2 Zentimetern. Die Kelchzipfel sind lanzettlich und kurz zugespitzt. Die purpurfarbenen, in der Knospenlage linksdeckenden Blütenkronblätter sind bei einer Länge von 9 bis 20 Millimetern sowie einer Breite von 7 bis 15 Millimetern, herzförmig, stumpf ausgerandet und haben am Grund einen starken Haarring. Die Narbe ist vierteilig und ihre Zipfel neigen sich vor dem Aufblühen zusammen und später rollen sich die Zipfel schneckenförmig ein.
Die Kapselfrucht ist 25 bis 90 Millimeter lang und an der Spitze etwas scheibenförmig erweitert. Die Samen sind verkehrt-eiförmig und tragen dichtstehende, verlängerte Papillen.
Die Chromosomenzahl beträgt 2n = 36.

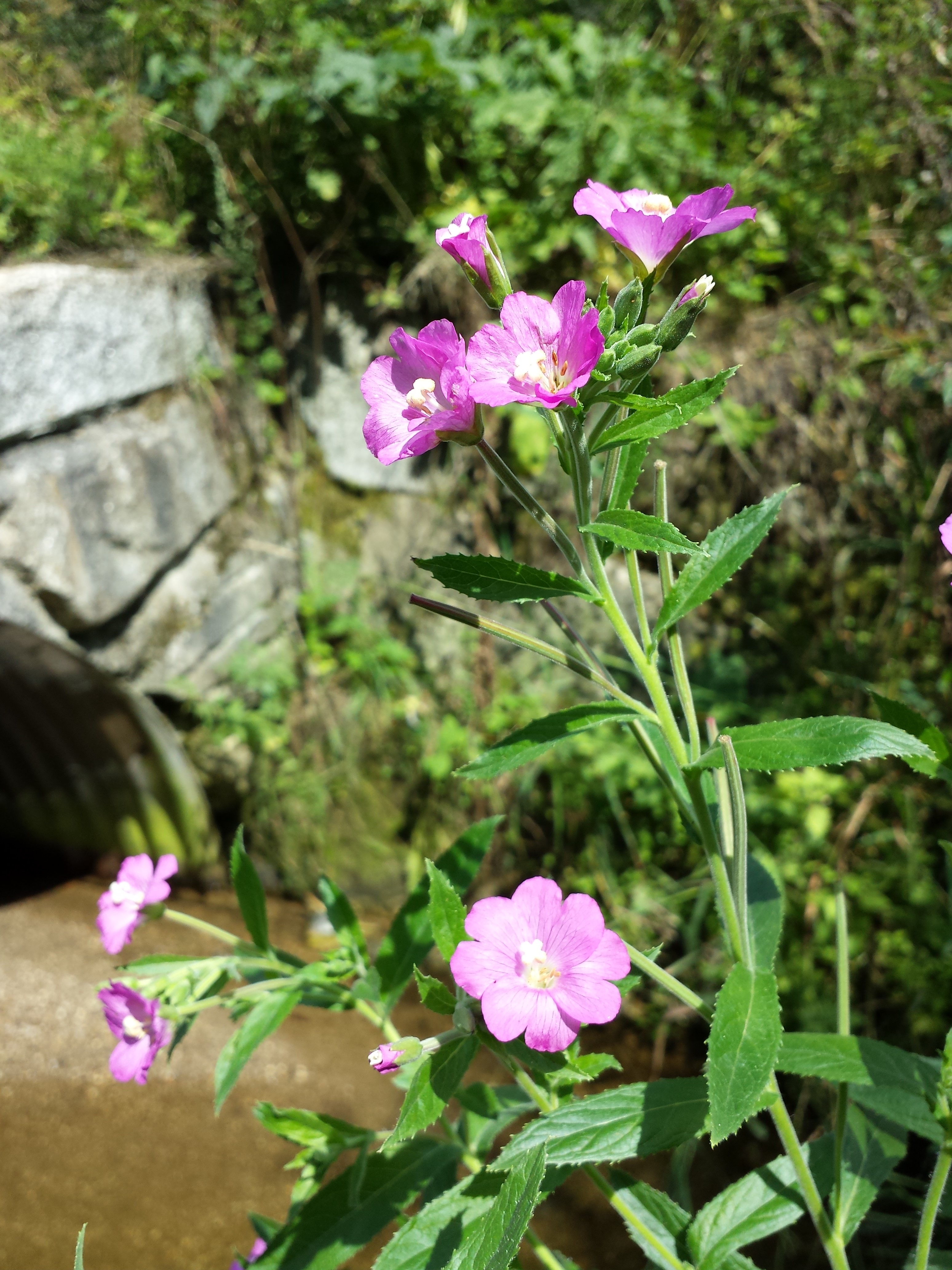
Zottiges Weidenröschen (Epilobium hirsutum)

## Ökologie
Blütenökologisch handelt sich um vormännliche „Trichterblumen“, die selbststeril sind. Im Gegensatz zu anderen Epilobium-Arten sind die Blüten auch bei Regen aufrecht und geöffnet. Der Haarkranz am Griffelgrund befähigt die Art, die Blüten auch bei Regen offen zu halten. Die Samen sind leichter als Wasser und können mehrere Wochen schwimmen.
Außer durch Samen vermehrt sich die Art vegetativ durch die dicken, weißlichen, mit Niederblättern besetzten, weithin kriechenden „Wurzelstöcke“. So besiedelt sie bereits vor der Blüte gemähte Feuchtwiesen. Das Vieh verschmäht die Blätter und Stängel sowohl frisch als auch im Heu. Die Drüsenhaare und Nadelkristalle in den Blattzellen wirken als Fraßschutz.
Pilze, die vom Zottigen Weidenröschen leben, sind Didymella fuckeliana, Leptosphaeria vagabunda, Mollisia minutella und Synchytrium aureum. Gallen werden hervorgerufen durch Mompha decorella, Perrisia epilobii und eine Eriophyidarum-Art.

### Schmetterlingsraupen
Das Zottige Weidenröschen ist Nahrungspflanze der Raupen folgender Schmetterlingsarten: Mittlerer Weinschwärmer, Nachtkerzenschwärmer, Schwertlilieneule, Labkrautschwärmer und Schwarzweißer Weidenröschenspanner (Spargania luctuata).

## Vorkommen
Das Zottige Weidenröschen kommt ursprünglich in Europa, Asien und in Afrika vor. In Nordamerika ist es ein Neophyt. In Europa kommt es in allen Ländern vor außer in Island.
Das Zottige Weidenröschen wächst in Mitteleuropa zerstreut in Staudenfluren an Bächen, Gräben, Quellen und im Saum von Weidengebüsch. Es liebt lehmige, etwas kalkhaltige Böden. Nach Ellenberg ist es eine Halblichtpflanze, ein Mäßigwärmezeiger, ausgesprochener Stickstoffzeiger, Feuchte- bis Nässezeiger sowie Schwachsäure-/Schwachbasen- bis Basen- und Kalkzeiger, intermediär-kontinental wachsend und nach Oberdorfer eine Charakterart des Verbands der Zaunwindengesellschaften (Verband Convolvulion=Calystegion sepium) bzw. sogar eine Charakterart der Assoziation Convolvulo-Epilobietum hirsuti. In den Allgäuer Alpen steigt es im Vorarlberger Teil an der Burglalpe am Feuerstätter Kopf östlich Sibratsgfäll bis zu einer Höhenlage von 1270 Metern auf. In Südtirol erreicht es Höhenlagen von 1650 Meter, im südwestlichen China 3500 Meter und im Himalaja sogar gegen 4000 Meter.
Die ökologischen Zeigerwerte nach Landolt et al. 2010 sind in der Schweiz: Feuchtezahl F = 4w+ (sehr feucht aber stark wechselnd), Lichtzahl L = 3 (halbschattig), Reaktionszahl R = 4 (neutral bis basisch), Temperaturzahl T = 3+ (unter-montan und ober-kollin), Nährstoffzahl N = 4 (nährstoffreich), Kontinentalitätszahl K = 3 (subozeanisch bis subkontinental), Salztoleranz = 1 (tolerant).

## Taxonomie
Die Erstveröffentlichung von Epilobium hirsutum erfolgte 1753 durch Carl von Linné in Species Plantarum, Tomus I, Seite 347. Ein Synonym Epilobium hirsutum L. ist Epilobium tomentosum Vent.

## Nutzung
Gelegentlich wird das Zottige Weidenröschen als Zierpflanze verwendet. Als solche wurde es auch in Australien und in die USA eingeführt und hat sich dort seit etwa 1990 stellenweise stark ausgebreitet.

## Trivialnamen
Für das Zottige Weidenröschen bestehen bzw. bestanden auch die weiteren deutschsprachigen Trivialnamen: Schosskraut, Wasserviolen und braun Weiderich.

## Bilder

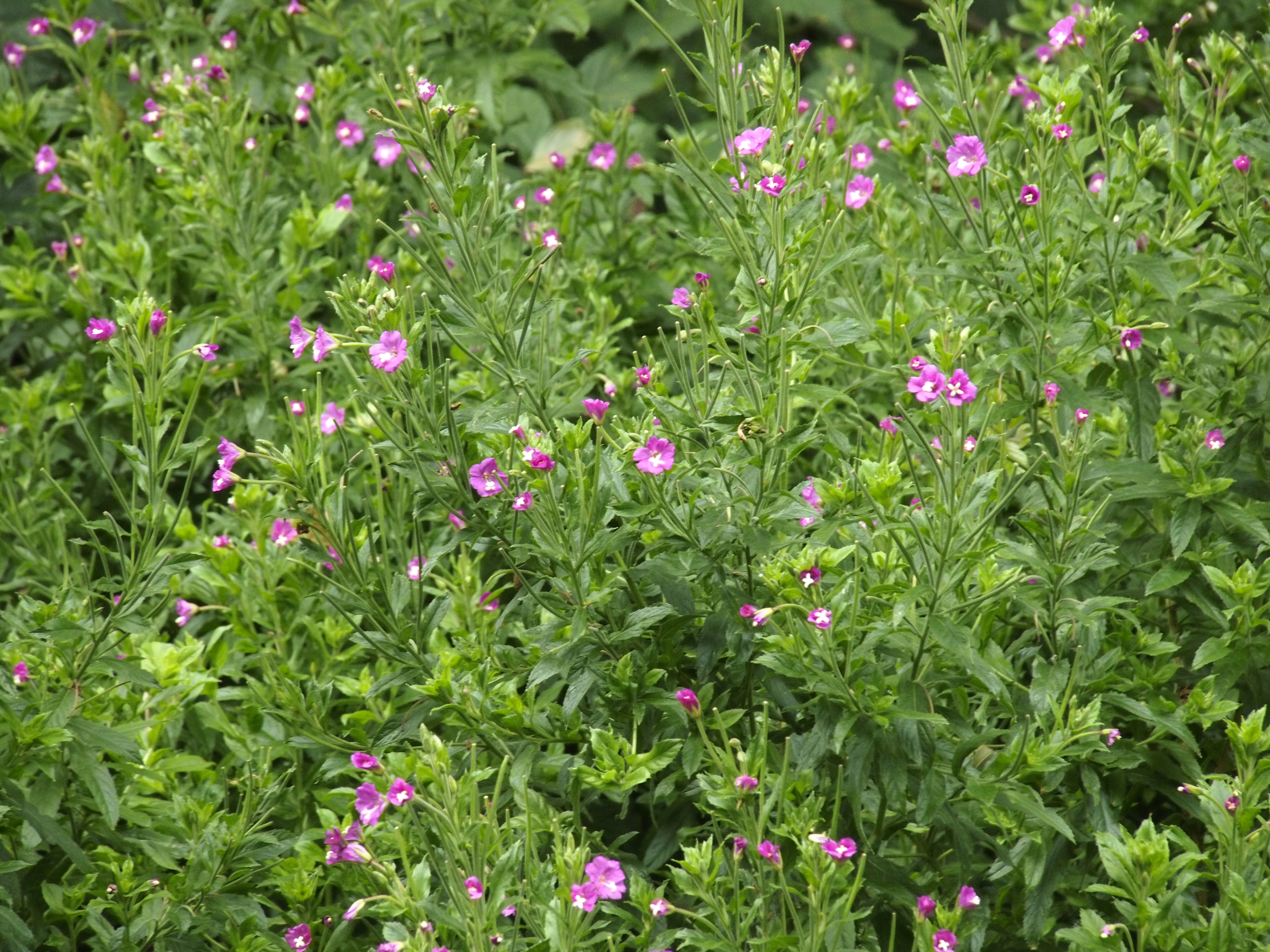
Üppiger Bestand
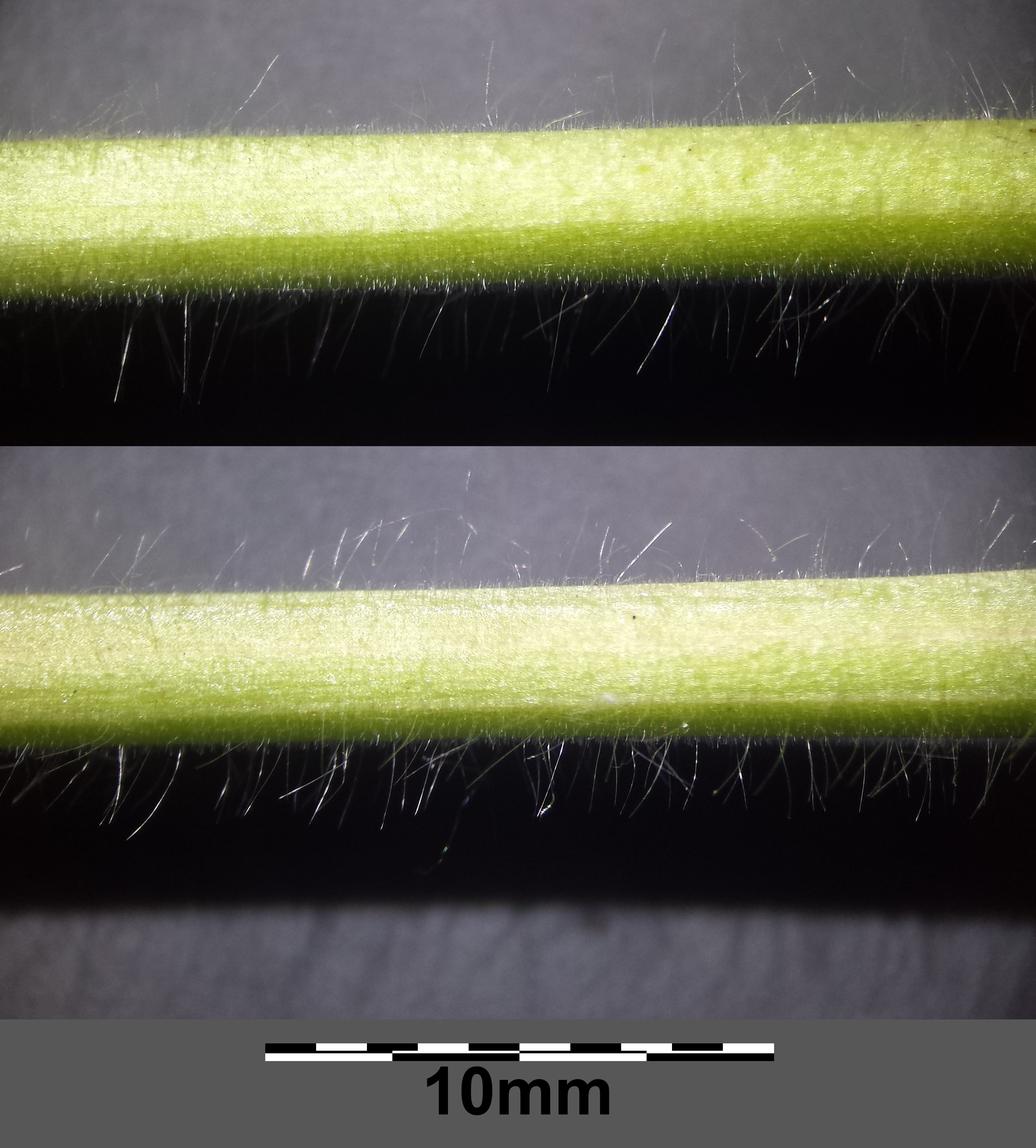
Der Stängel ist waagrecht-abstehend behaart
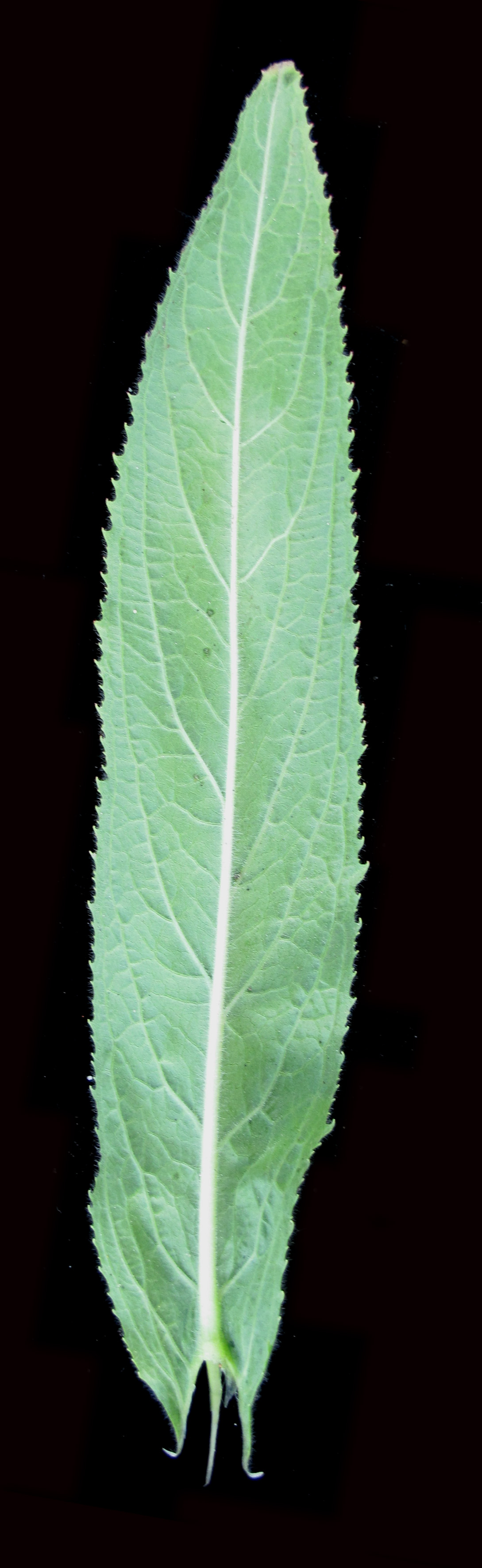
Blatt
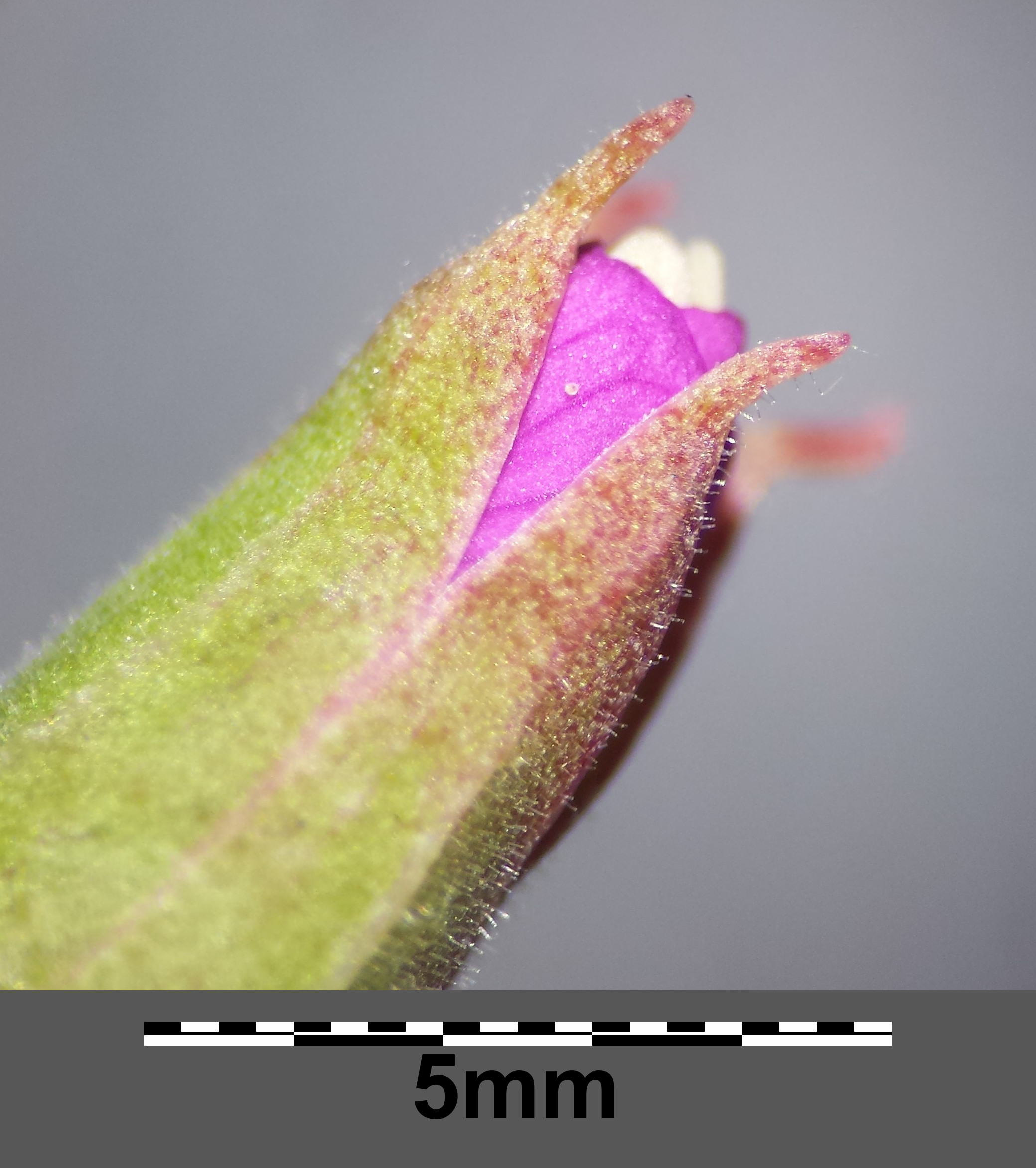
Die Kelchblätter sind bespitzt
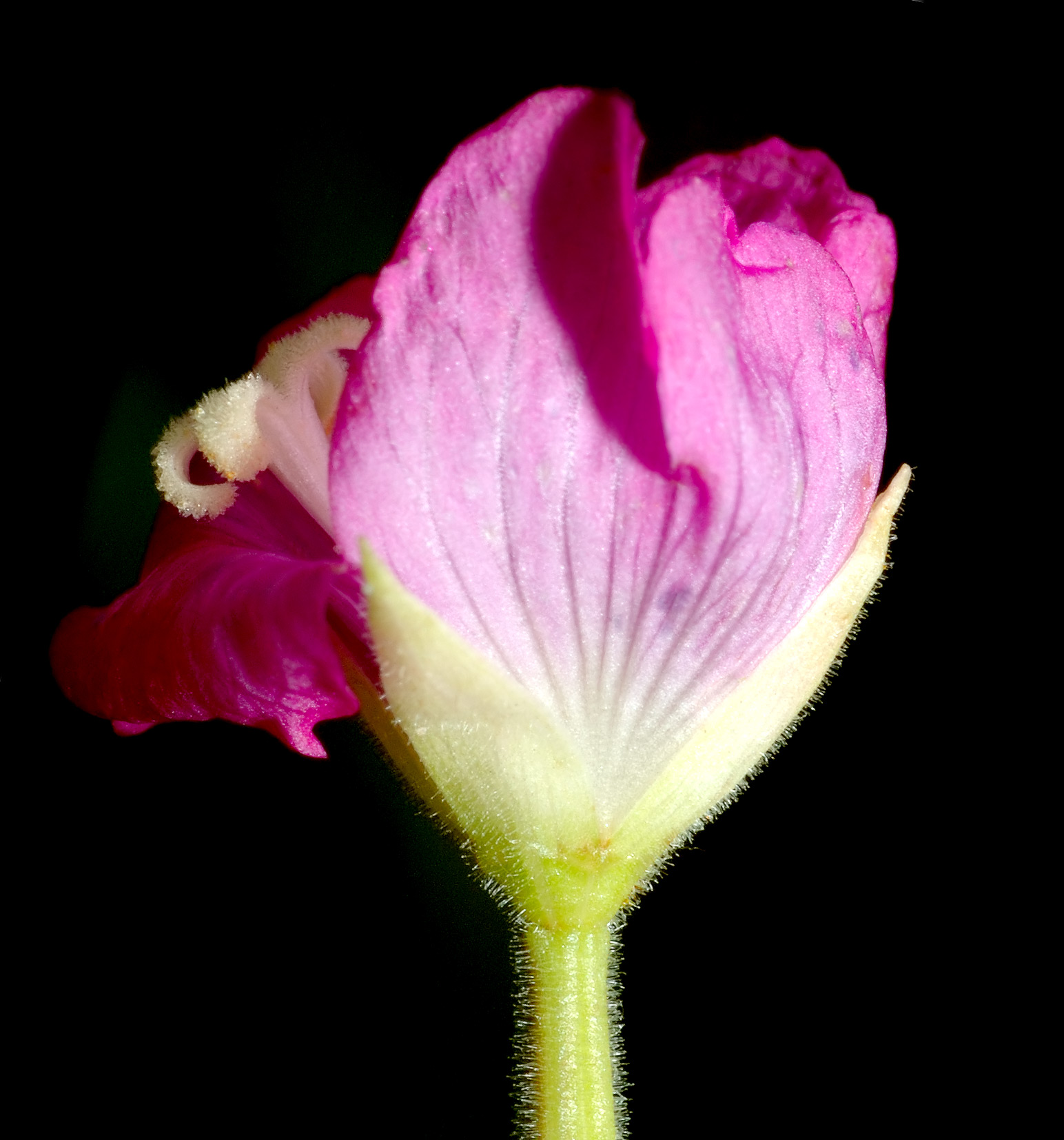
Blüte
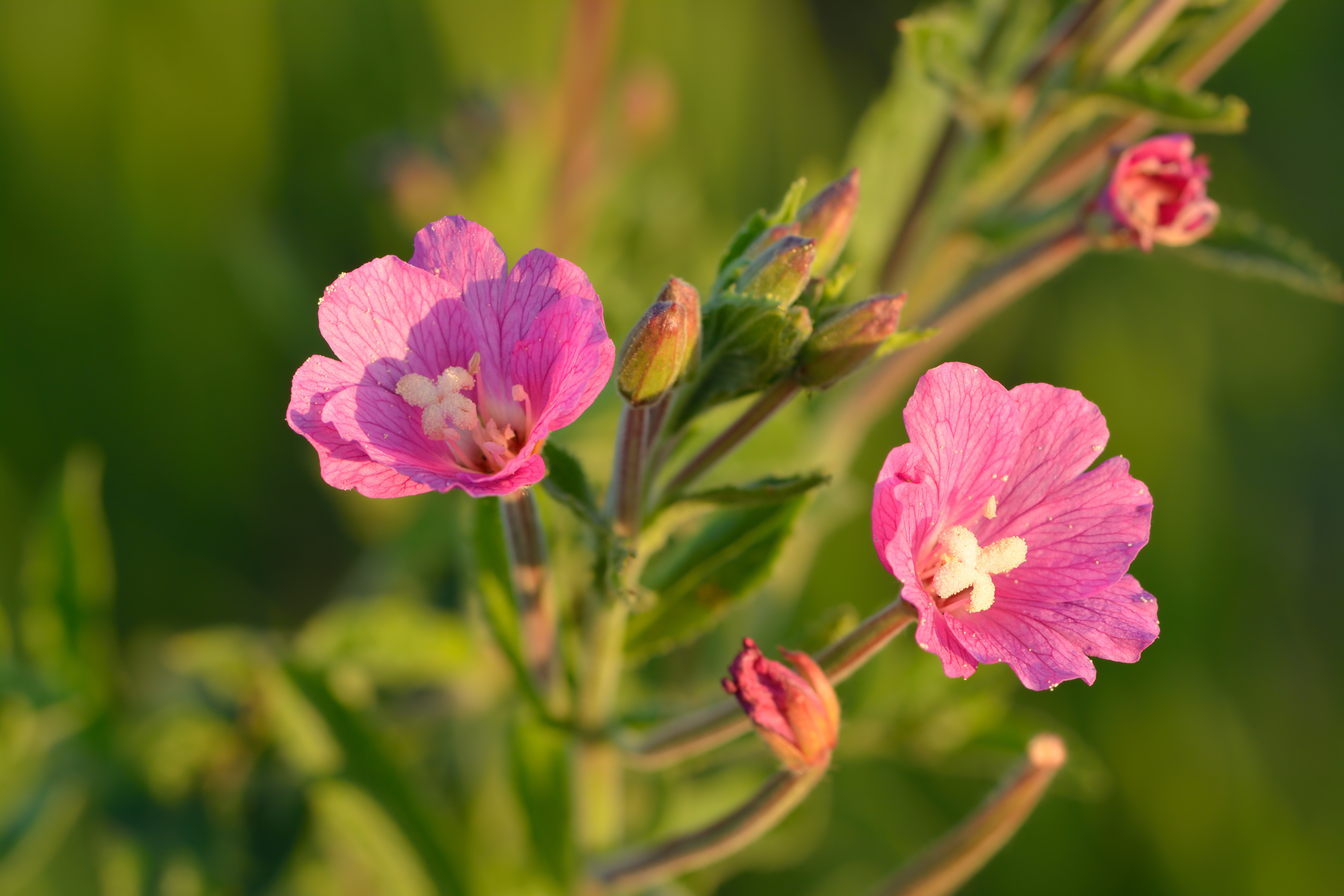
Blüte
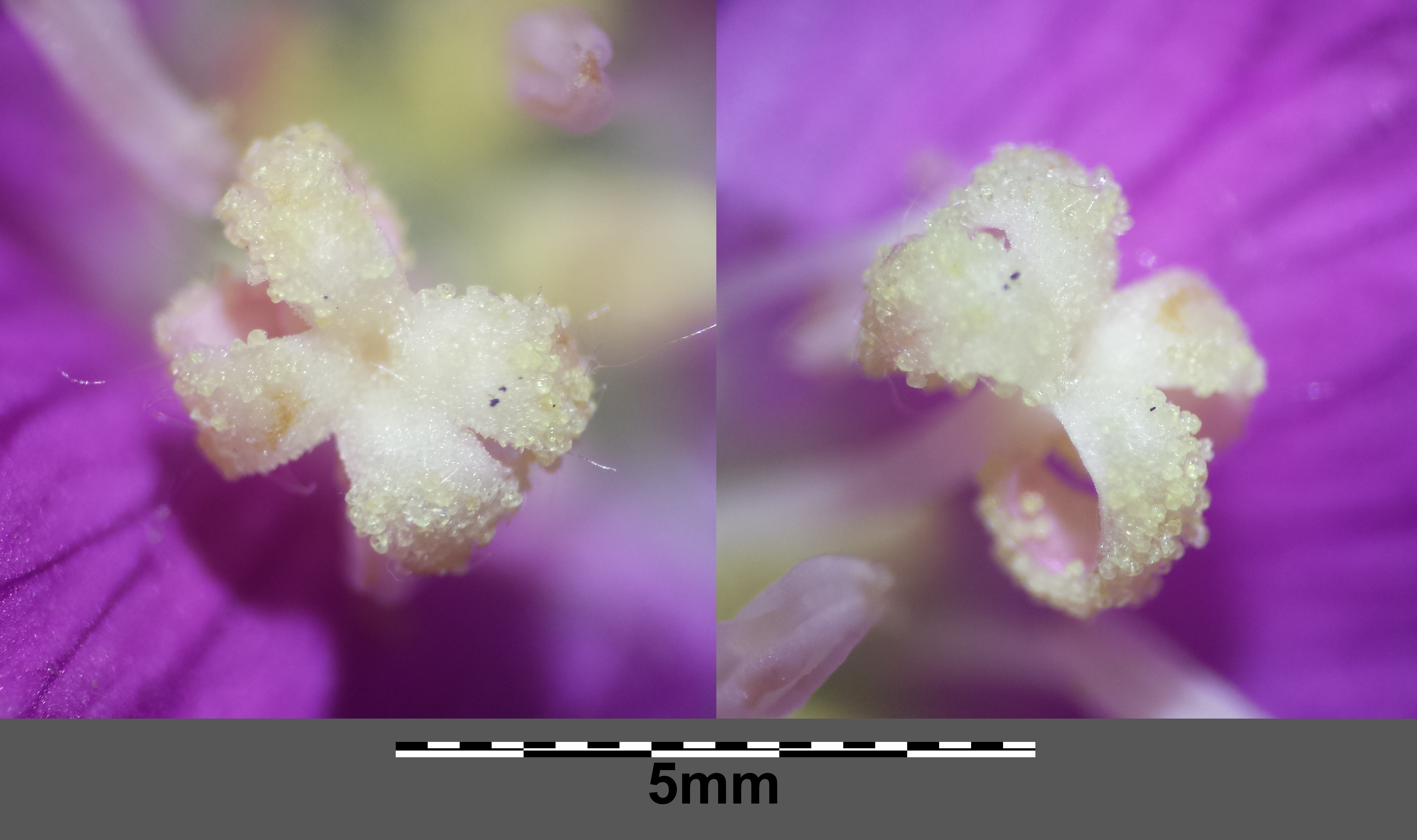
Die Narbe ist vierteilig
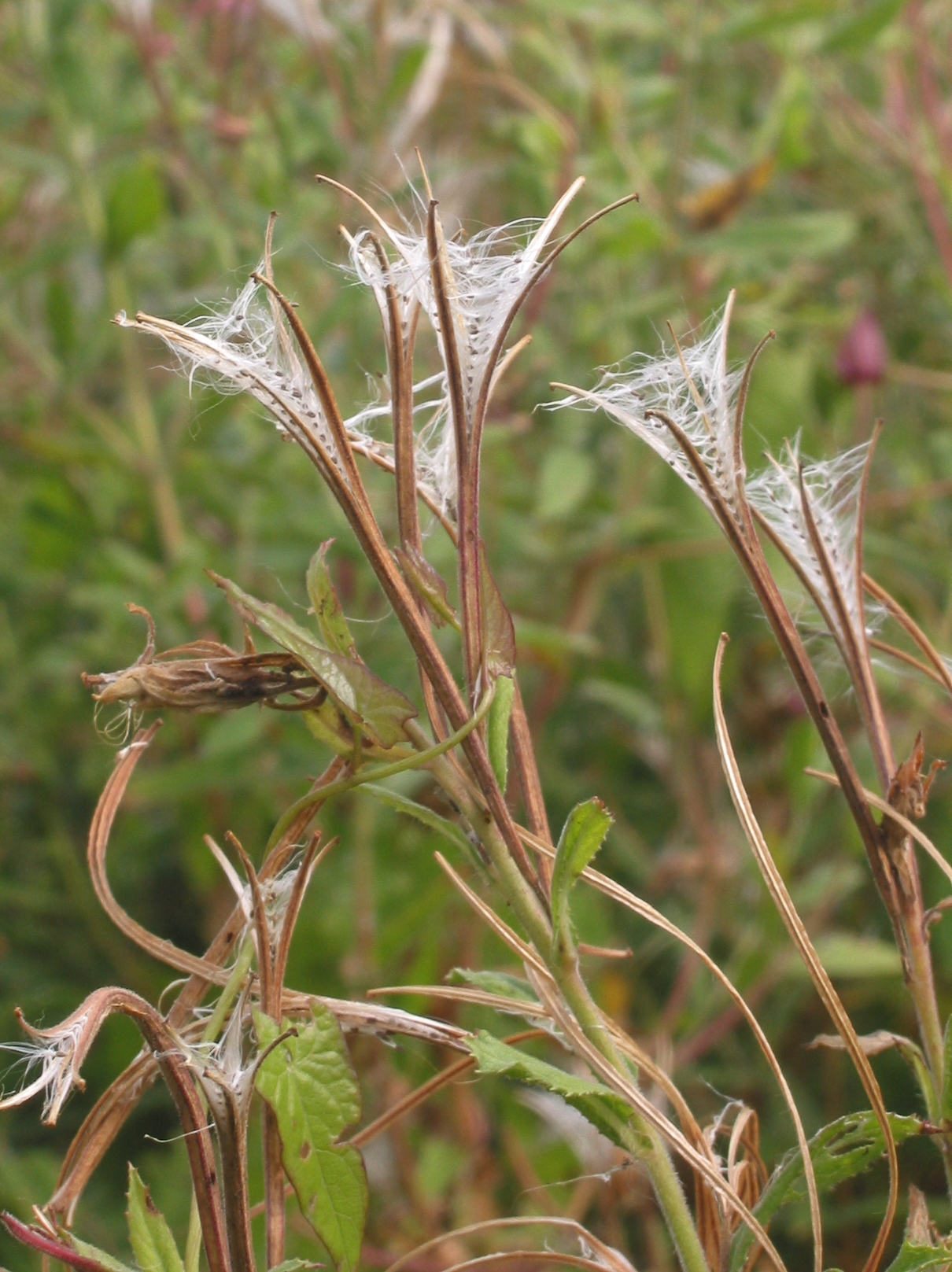
Früchte
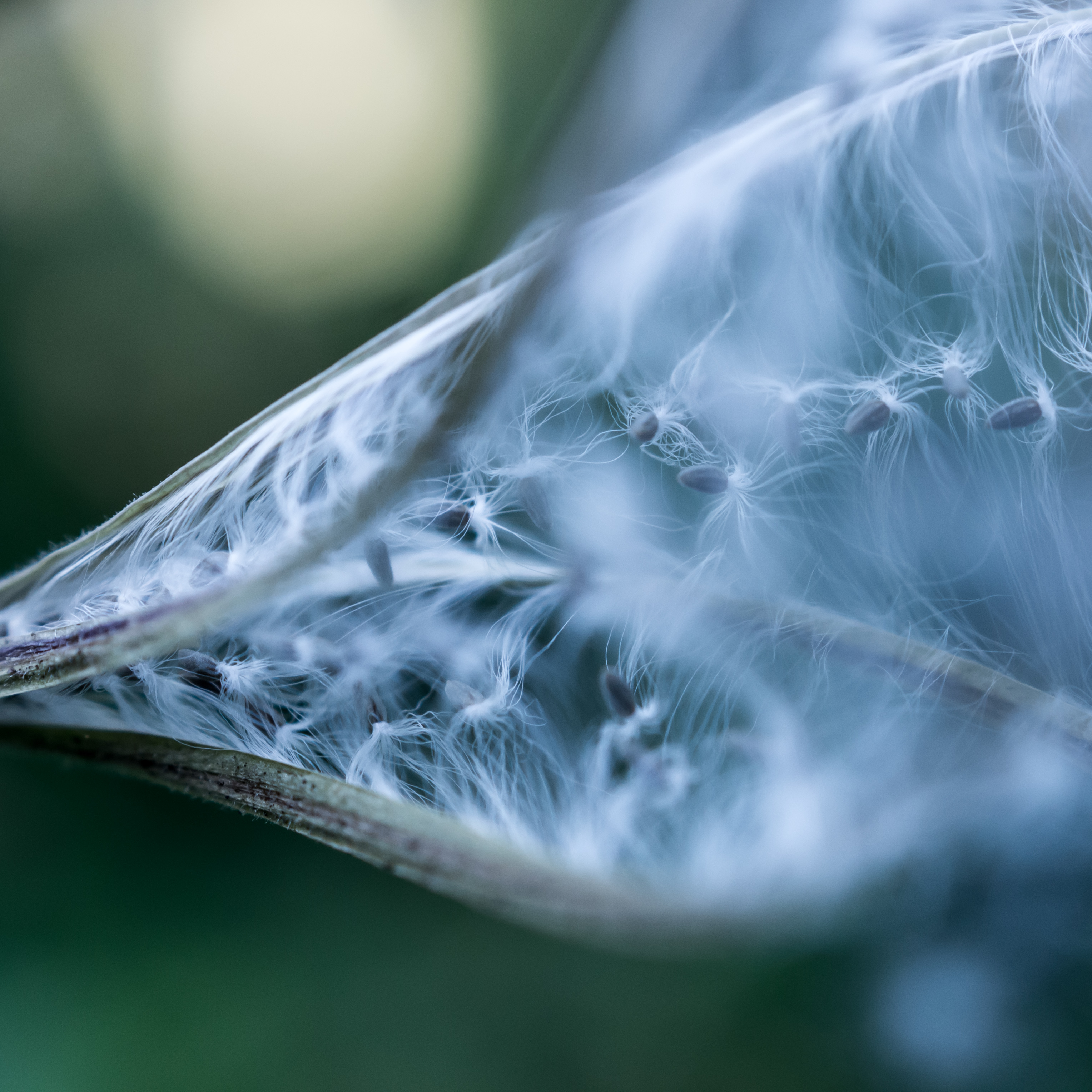
Frucht mit Samen